# Filialkirche St. Oswald

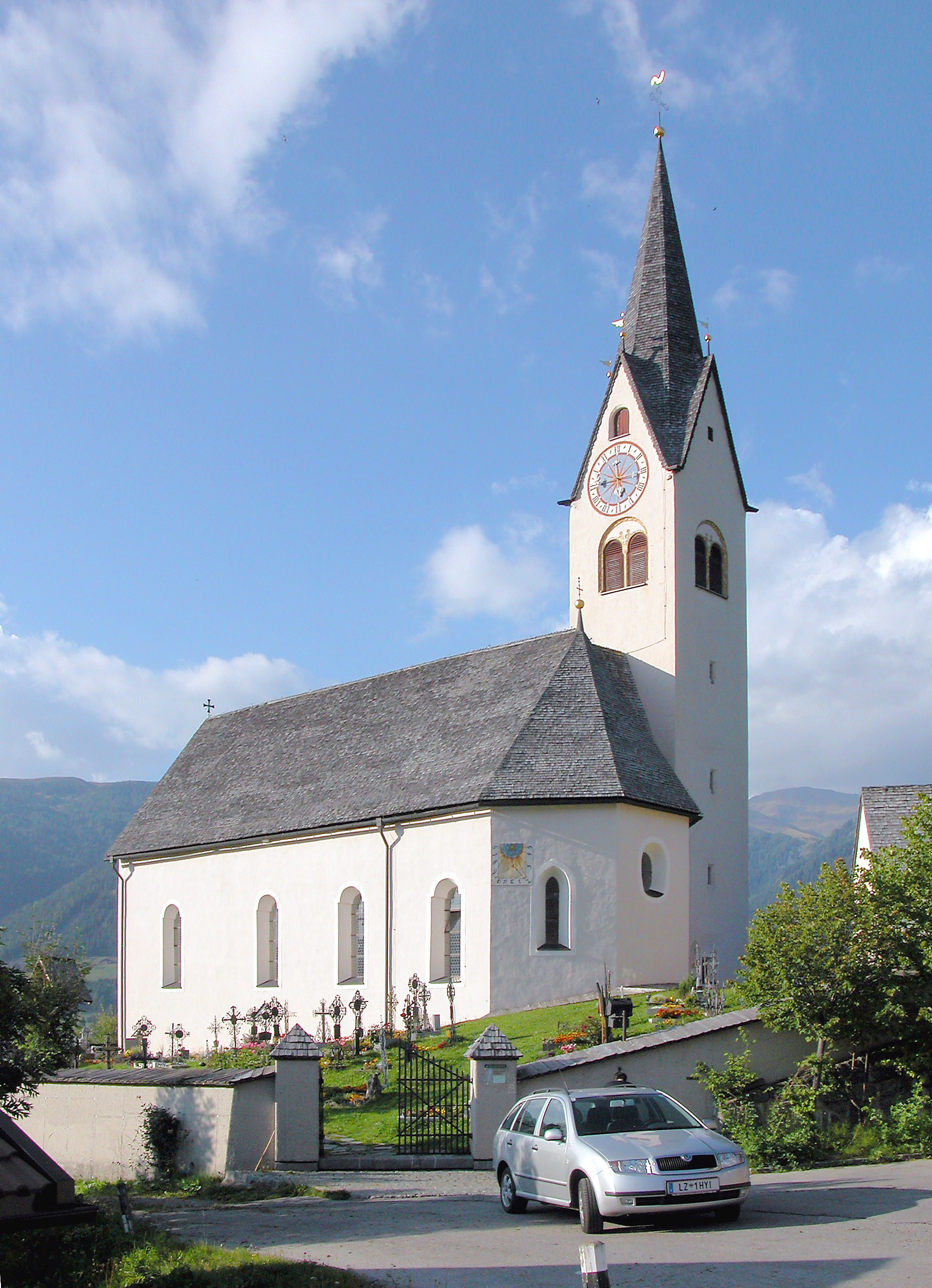
Filialkirche St. Oswald von Süden

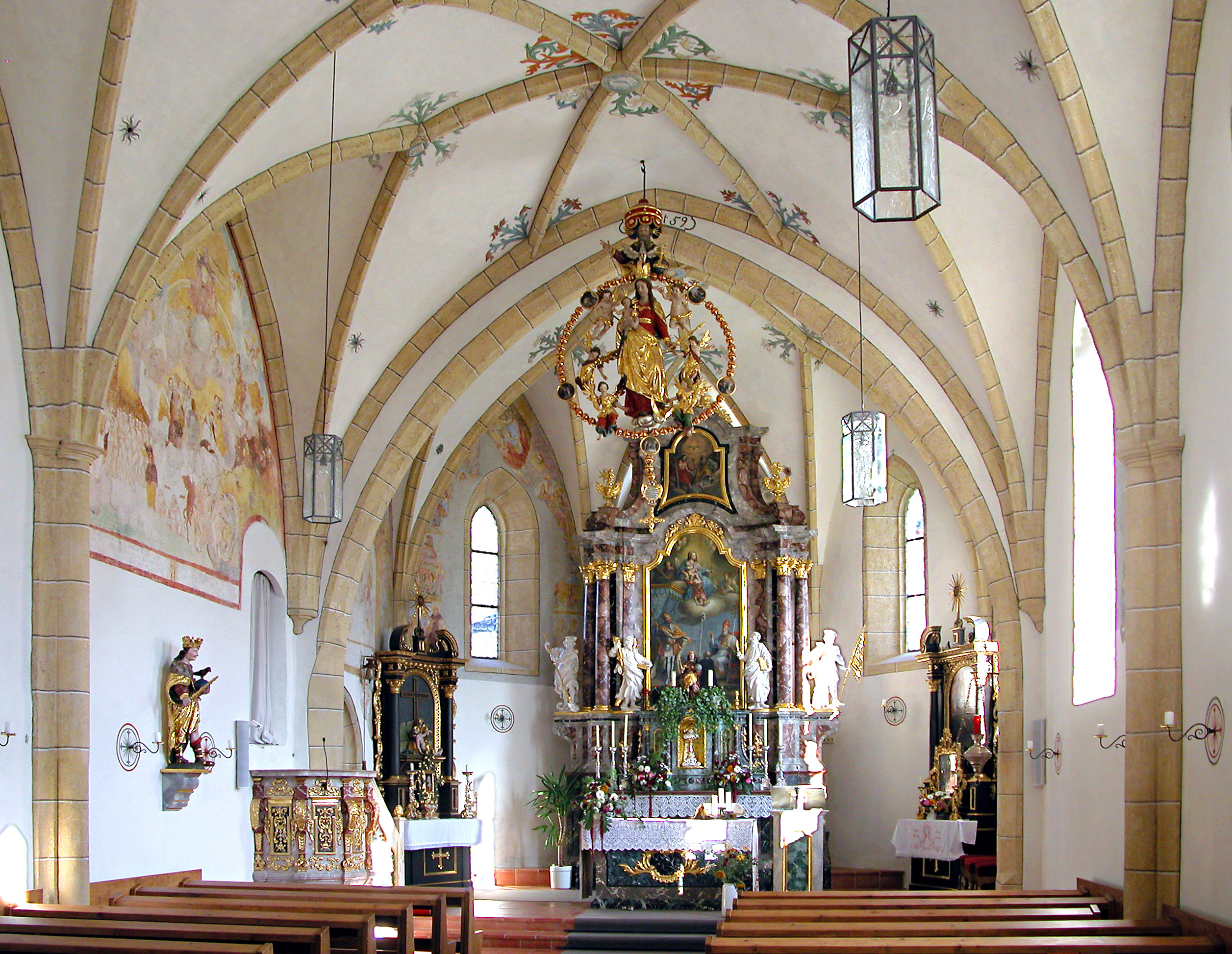
Blick durch das Langhaus zum Chor

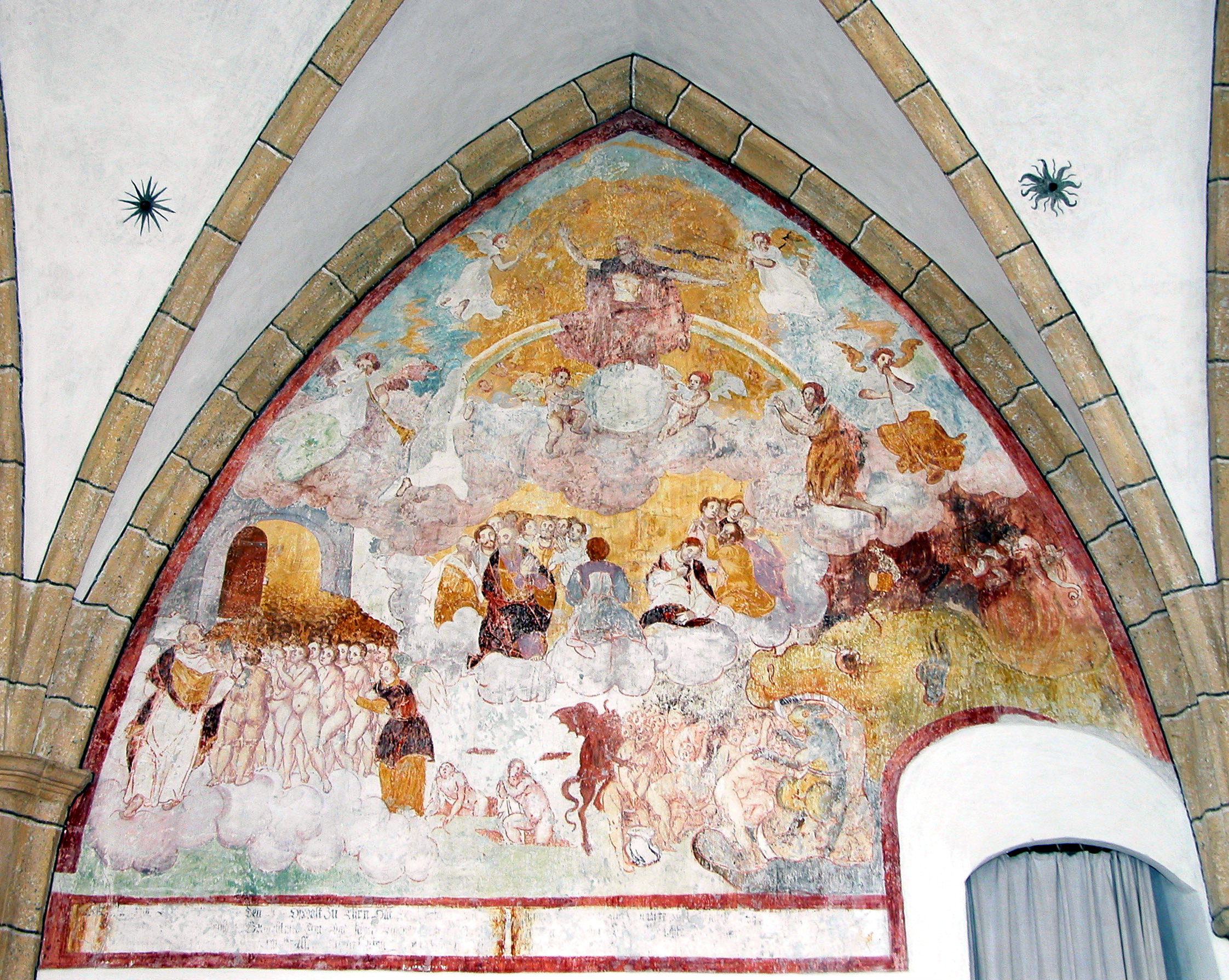
Fresko Jüngstes Gericht an der rechten Wand

Die römisch-katholische Filialkirche St. Oswald steht in leichter Hanglage auf einem Bergvorsprung mit guter Aussicht am oberen Rand von Sankt Oswald in der Gemeinde Kartitsch im Bezirk Lienz im Bundesland Tirol. Die dem Patrozinium hl. Oswald unterstellte Filialkirche gehört zum Dekanat Sillian in der Diözese Innsbruck. Die Kirche steht unter Denkmalschutz (Listeneintrag).

## Geschichte
Eine Kirchweihe wurde 1360 genannt. Der gotische Kirchenbau entstand unter Einbeziehung älterer Teile um 1450, die Kirche wurde 1452 geweiht. 1759 wurde durch Rudolf Schraffl das Langhaus den gotischen Formen angeglichen und um ein Joch verlängert. 

## Architektur
Die einfache gotische Kirche mit einem Nordturm ist von einem Friedhof mit einer Umfassungsmauer umgeben.
Der gliederungslose Saalbau mit einem polygonalen Schluss unter einem steilen Satteldach hat ein rundbogiges Portal. Der Turm steht nordseitig am Chor, er hat gekoppelte Schallfenster und trägt einen achtseitigen Spitzhelm. Die Südostschräge des Chores zeigt eine Sonnenuhr aus dem 17. Jahrhundert. Die Außenwand des Langhauses zeigt das Bild Auferstehung von Oswald Kollreider 1960.
Das Kircheninnere zeigt ein einschiffiges dreijochiges Langhaus, das später angebaute Eingangsjoch ist tiefer, unter einem Sternrippengewölbe auf Wanddiensten mit Halbsäule und profilierten später veränderten Halbkapitellen und mit runden Schlusssteinen von pflanzlicher Rankenmalerei um 1450 umgeben, die Schlusssteine zeigen Symbole und Wappen von Brixen, Görz und Tirol. Der spitzbogige Triumphbogen aus 1759 ist nur wenig einspringend und beidseits abgeschrägt. Der Chor in der Breite des Langhauses schließt mit einem Fünfachtelschluss, das Gewölbe auf Konsolen zeigt Rankenmalerei um den runden Schlussstein sowie in den Zwickeln zwischen den Rippen. Die Fenster im Langhaus haben einen abgesetzten Rundbogen, die Fenster im Chor sind spitzbogig.
Die Wandmalereien zeigen im Chorschluss ein durch einen Fensterausbruch geschädigtes Fresko der Brixner Schule aus dem Ende des 15. Jahrhunderts mit der Darstellung hl. Oswald mit zwei Heiligen und dem Stifter. Die Seccomalereien sind aus dem 17. Jahrhundert, im Chor von links oben nach unten drei Engel mit Spruchband, Verklärung Christi, Dreifaltigkeit in Gestalt von drei Personen, zwischen Auferstandenem und Maria, zwei Engel, die einen Baldachin über das ehemalige Sakramentenhäuschen spannen, von 1640/1649. In der linken Chorschräge, von anderer Malerhand, fragmentarisch erhalten, Maria mit Kind und die Vierzehn Nothelfer aus der zweiten Hälfte des 17. Jahrhunderts. Die Malereien an der Südseite des Chores sind stark beschädigt und zeigen Bauersleute und Bettelmönche aus der zweiten Hälfte des 17. Jahrhunderts. Malereien im Langhaus zeigen links das Weltgericht von Jakob Worath und rechts einen Schmerzensmann mit Stifterinschrift 1663.

## Einrichtung

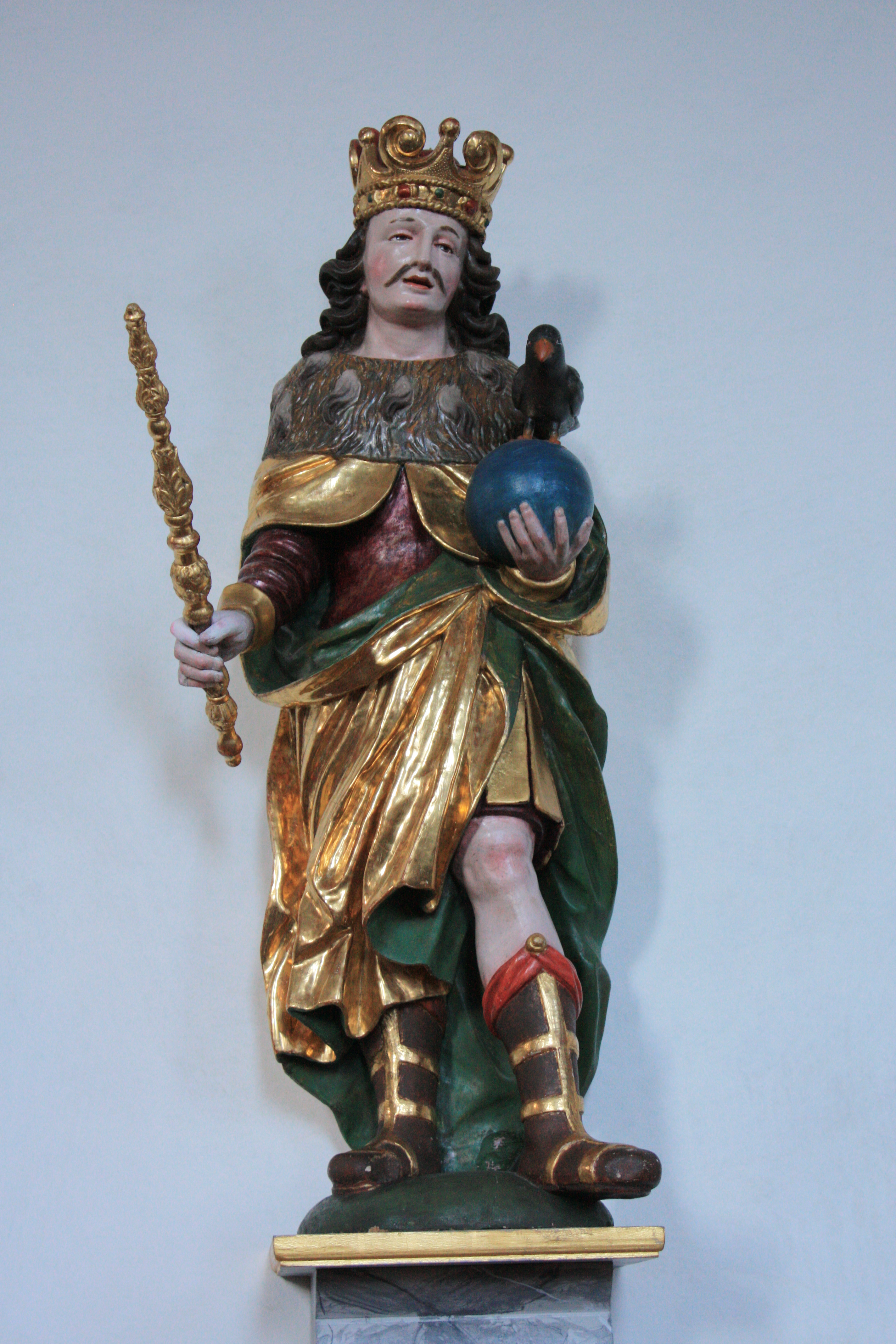
Statue des hl. Oswald

Der Hochaltar um 1800 ist ein Säulenaltar mit Gebälkstücken und einem geschwungenen Aufsatz, er zeigt das Hochaltarbild hl. Oswald mit den Heiligen Leonhard und Silvester und das Oberbild Dreifaltigkeit, er trägt die Figuren der Heiligen Georg, Andreas, Bartholomäus und Florian um 1700.
Der ehemalige Seitenaltar um 1660/1670 an der linken Langhauswand hat einen einfachen Aufbau mit verkröpftem Gebälk, gesprengtem Segmentgiebel und Knorpelwerkornament in Schwarz-Gold-Fassung, er trägt eine Pietà von Michael Parth aus der ersten Hälfte des 16. Jahrhunderts. Die Kanzel aus 1679 hat eine polygonale Form und reiche Ornamente. Vom Triumphbogen herabhängend die Figur Madonna im Rosenkranz aus dem Anfang des 17. Jahrhunderts. In der ehemaligen Sakramentsnische steht die barocke Figur hl. Oswald um 1700. Der Kreuzweg in Sgraffito an der Vorderwand der Empore schuf Oswald Kollreider 1960.

## Friedhofskapelle
Der einfache Kapellenbau unter einem Satteldach hat ein Rechtecksportal und darüber ein Lunettenfenster. Das Kapelleninnere hat ein Kreuzgratgewölbe. Der Altar um 1660/1670 als ehemaliger zweiter Seitenaltar der Filialkirche hat einen Segmentgiebel und Knorpelwerkornament in Schwarz-Gold-Fassung, er zeigt das Bild hl. Antonius von Padua. Es gibt ein barockes Bild Kreuzigungsgruppe mit Armen Seelen.